# Военный институт физической культуры
Военный институт физической культуры — основан 1 (14) октября 1909 года, единственное и одно из старейших в России военно-учебных заведений, осуществляющее подготовку и переподготовку специалистов в области физической культуры и спорта для министерств и ведомств Российской Федерации, в которых законом предусмотрена военная служба, а также дружественных вооружённых сил иностранных государств.
День годового праздника — 1 октября.

## Основные вехи деятельности института

### История наименований
- 1918 год — Петроградские курсы инструкторов физического развития, строя, владения оружием и допризывной подготовки
- 1924 год — объединены с Военной главной гимнастическо-фехтовальной школой. Новое название — Курсы усовершенствования по физическому образованию комсостава РККА и Флота имени В. И. Ленина
- 1932 год — Военный дважды Краснознамённый факультет Государственного центрального института физической культуры
- 1947 год — Военный дважды Краснознамённый институт физической культуры и спорта имени В. И. Ленина
- 1960 год — Военный дважды Краснознамённый факультет физической культуры и спорта при Ленинградском государственном орденов Ленина и Красного Знамени институте физической культуры имени П. Ф. Лесгафта
- 1974 год — Военный дважды Краснознамённый институт физической культуры

### Начальники института
- полковник А. П. Мордовин (1909—1914)
- полковник А. П. Галкин (1904—1919)
- комкор Я. В. Штангель (1919—1927)
- комкор А. А. Тарасов (1927—1932)
- комкор С. М. Фрумин (1932—1937)
- генерал-майор Б. А. Соколов (1937—1940)
- полковник К. П. Макаров (1940—1941)
- полковник Н. А. Соколов (1941—1947)
- генерал-лейтенант А. А. Тарасов (1947—1956)
- генерал-майор танковых войск В. И. Филиппов (1956—1959)
- генерал-майор И. Л. Мироненко (1959—1960)
- генерал-майор Н. М. Кошелев (1960—1968)
- полковник В. М. Кулешов (1968—1974)
- генерал-майор М. В. Греськов (1974—1979)
- генерал-майор Г. В. Маргелов (1979—1982)
- генерал-майор В. П. Сидоров (1982—1983)
- генерал-майор А. А. Распопов (1983—1987)
- генерал-майор Г. А. Щуревич (1987—1999)
- генерал-майор А. В. Левшин (1999—2008)
- генерал-майор А. А. Обвинцев (2008—2018)
- генерал-майор О. С. Боцман (2018—н. в.)

### Награды института
- Почётное революционное «Красное знамя» ВЦИК — в 1921 году.
- Орден Красного Знамени — в 1943 году в ознаменование героизма выпускников, вклада в подготовку пополнения для воюющей Красной Армии.

## История

### Предыстория создания
17 мая 1909 года величайшим повелением Его императорского величества Николая II было утверждено Временное положение о Главной гимнастическо-фехтовальной школе. Школа была сформирована в Санкт-Петербурге и подчинялась главнокомандующему войсками Гвардии и Петербургского военного округа. 
Плановые занятия со слушателями начались 1 октября.

### Дореволюционный период
С первых дней существования Школы её командованием, преподавательским составом и слушателями было много сделано для того, чтобы оправдать те высокие цели, которые были провозглашены при её создании. Под знаменами Школы был собран цвет армейского спорта тех лет. Здесь преподавали сильнейшие спортсмены России: П. А. Заковорот, К. К. Ватеркампф, М. Е. Раевский, Г. В. Вихра, К. Э. Эймелеус, Т. И. Климов и другие.
Спортсмены Школы составляли основу национальных сборных по различным видам спорта. Спортивная слава института, его традиции во многом закладывались в те годы.

### Советский период
В послереволюционный период правопреемником Главной гимнастическо-фехтовальной школы стала Советская Военная Главная гимнастическо-фехтовальная школа, созданная в 1918 году в Петрограде.
В 1921 году институт получил свою первую награду Почётное революционное «Красное знамя» ВЦИК.
Крупным шагом в становлении института стало образование в 1932 году в Москве при Государственном Центральном институте физической культуры Краснознамённого военного факультета. Значимость этого события заключалась в том, что преподавание осуществлялось по программам высшего образования. Создавалась база для проведения научных исследований, глубокого освоения слушателями основ теории, методики, разносторонней спортивной подготовки.
С началом Великой Отечественной войны была перестроена на военный лад и жизнь Краснознамённого военного факультета при Государственном Центральном институте физической культуры, который в эти годы дислоцировался в Москве. Многие преподаватели и слушатели находились в действующей армии. Срок обучения на основном отделении был сокращён с 4-х до 1 года, дополнительно были открыты 3-х месячные и месячные курсы. Наряду со специалистами по физической подготовке факультет готовил командиров формирований различных родов войск РККА: лыжных, стрелковых, пулемётных, разведывательных, десантных, истребителей танков.
Выпускники, преподаватели факультета с доблестью сражались на фронтах войны. Ратный труд девяти из них отмечен медалями «Золотая Звезда» и почётным званием Героя Советского Союза. Это А. С. Желтов, С. А. Савушкин, Б. Е. Коваленко, Л. В. Кудаковский, Н. В. Копылов, Д. А. Балаханов, В. Б. Миронов, Ф. И. Перхорович, Н. С. Угрюмов.
В 1943 году в ознаменование героизма выпускников, вклада в подготовку пополнения для воюющей армии факультет был награждён орденом Красного Знамени.
В послевоенные годы было принято решение о преобразовании Военного факультета в самостоятельный институт с дислокацией в Ленинграде. Он был сформирован и расположился в здании казарм лейб-гвардии Московского полка на проспекте Карла Маркса, где находится и в настоящее время.
В первые послевоенные годы было много сделано для восстановления разрушенных в годы войны зданий, организации жизни и быта, учёбы, занятий спортом курсантов и слушателей, для утверждения института и обретения им авторитета. В 40-50-е годы сборные команды института, отдельные спортсмены становились чемпионами и рекордсменами СССР, входили в сборные команды страны.
С этого времени начинается летопись олимпийских побед выпускников института. На сегодняшний день она включает более 50 имён. Среди них известные всему миру спортсмены Н. Пучков, Н. Бажуков, П. Столбов, Ф. Богдановский, В. Капитонов, В. Куц, С. Сухорученков, В. Крутов и другие.

### Постсоветский период
Институт за время своего существования пережил годы подъёма и спада, претерпел целый ряд организационных преобразований, отражающих историю развития военно-физкультурного движения. При этом всегда сохранялись лучшие традиции физической подготовки и спорта.
Беспрерывный, более вековой опыт подготовки специалистов с военно-прикладной и разносторонней спортивной направленностью для решения проблем физической готовности военнослужащих в интересах боевой подготовки войск — наглядно демонстрирует значимость вуза и его потенциал в военной и государственной политике.
Многие воспитанники Института своими достижениями в спорте, науке и героическими подвигами в служении Отечеству являются примером для подражания нового поколения.
С 24 декабря 2008 года по 28 апреля 2015 года Институт входил в состав Военно-медицинской академии имени С. М. Кирова на правах обособленного структурного подразделения.
В соответствии с решением Министра обороны Российской Федерации на базе Военного института физической культуры с 2015 года создан Кадетский корпус (спортивная школа) для обучения одаренных детей в области физической культуры и спорта.
19 мая 2024 г. на территории Института в присутствии губернатора Санкт-Петербурга был открыт памятник Императору Николаю II - бронзовый бюст на высоком гранитном постаменте.

## Структура института
- Управление;

### Кафедры
- Кафедра теории и управления физической подготовкой и спортом
- Кафедра тактики и общевойсковых дисциплин
- Кафедра военно-политической подготовки в войсках (силах)
- Кафедра ускоренного передвижения, легкой атлетики и лыжной подготовки
- Кафедра военно-прикладного плавания и легководолазной подготовки
- Кафедра гимнастики и атлетической подготовки
- Кафедра спортивных и подвижных игр
- Кафедра преодоления препятствий и рукопашного боя
- Кафедра медико-биологических дисциплин
- Кафедра иностранных языков
- Кафедра русского языка
- Кафедра горной подготовки и специальной подготовки

### Факультеты
- Первый факультет
- Второй факультет
- Специальный факультет

### Подразделения
- Журнал «Актуальные проблемы физической и специальной подготовки силовых структур»
- Газета «Информационный вестник ВИФК»

## Известные личности института
- Алифиренко, Сергей Геннадьевич
- Алябьев, Анатолий Николаевич
- Белоусов, Владимир Павлович
- Билозерчев, Дмитрий Владимирович
- Бобров, Всеволод Михайлович
- Булыгин, Сергей Иванович
- Быков, Вячеслав Аркадьевич
- Васильев, Михаил Александрович
- Винокуров, Эдуард Теодорович
- Гусаров, Алексей Васильевич
- Жданович, Виктор Францевич
- Зорин, Николай Тимофеевич
- Касатонов, Алексей Викторович
- Ломакин, Трофим Фёдорович
- Неймышев, Алексей Павлович
- Перльман, Михаил Романович
- Рощин, Анатолий Александрович
- Соколов, Валериан Сергеевич
- Тарасов, Геннадий Алексеевич
- Фетисов, Вячеслав Александрович
- Фокичев, Сергей Ростиславович
- Хомутов, Андрей Валентинович

## Труды
- Рукопашный бой: Учебник для курсантов и слушателей Военного института физической культуры / Под ред. Блажко Ю. И. — Л.: Типография ВИФК, 1990. — 124 с.